# كأس ملك إسبانيا 1923
كأس ملك إسبانيا 1923 (بالإسبانية: Copa del Rey de Fútbol 1923) هو موسم من كأس ملك إسبانيا. فاز فيه أتلتيك بيلباو.